# Bzowiec (góra)
Bzowiec (niem. Schalaster Koppe, 697 m n.p.m.) – rozległy szczyt w południowo-zachodniej części Gór Złotych, w Sudetach Wschodnich.
Góra położona jest w granicach administracyjnych wsi Trzebieszowice, na wschód od Skrzynki. Wzniesienie zbudowane jest z łupków łyszczykowych, w których tkwią soczewy marmurów. Cały szczyt porośnięty jest lasem regla dolnego, którego południowym skrajem przechodzi granica Śnieżnickiego Parku Krajobrazowego. Na południowym stoku znajduje się wejście do Jaskini Radochowskiej.

## Szlaki turystyczne
Wschodnim podnóżem Bzowca przechodzi szlak turystyczny:
- Europejski długodystansowy szlak pieszy E3, na tym odcinku łączący Radochów poprzez Ptasznik z okolicami wsi Podzamek.